# Blanton Winship

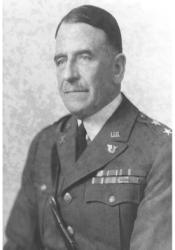
Blanton Winship

Blanton C. Winship (* 23. November 1869 in Macon, Georgia; † 9. Oktober 1947 in Washington, D.C.) war ein US-amerikanischer Gouverneur von Puerto Rico und ein Militär-Anwalt. Er diente im Judge Advocate General’s Corps der US Army und war Veteran des Spanisch-Amerikanischen Krieges sowie des Ersten Weltkrieges.

## Leben
Winship schloss 1889 sein Studium an der Mercer University ab und erwarb 1893 einen Doktortitel in Jura an der University of Georgia, wo er auch ein Jahr Football spielte. Im Spanisch-Amerikanischen Krieg schloss er sich der ersten Freiwilligen-Infanterie von Georgia an. Nach dem Krieg ging er als Judge Advocate zur US Army, wo er bis 1914 blieb. Anschließend begann er an der Army Service School in Fort Leavenworth Jura zu lehren. Beim Ausbruch des Ersten Weltkrieges kämpfte er in Frankreich und führte mehrere Kampagnen an. Dafür wurde er mit dem Distinguished Service Cross und dem Silver Star ausgezeichnet. Nach Kriegsende wandte er sich wieder dem Militärrecht zu und war von 1931 bis zu seinem Dienstende 1933 Judge Advocate General der Army.
1934 ernannte US-Präsident Franklin D. Roosevelt ihn zum militärischen Gouverneur von Puerto Rico. Winship sollte in seinem neuen Amt die Unabhängigkeitsbewegung unterdrücken, die seit den Wahlen von 1932 und einigen gewaltsamen Ausschreitungen in Schwung gekommen war. Er kämpfte außerdem gegen ein neues Gesetz zum Mindestlohn, das den Stundenlohn der Arbeiter auf den Zuckerplantagen von 12,5 Cent verdoppeln würde. Trotz der umstrittenen Verabschiedung des Gesetzes mussten fast zwei Drittel der Textilfabriken auf der Insel schließen, weil sie sich die Erhöhung nicht leisten konnten. Winship sah auch viele politische Entscheidungen des US-Innenministers Harold L. Ickes bezüglich Puerto Rico kritisch. Die Hilfszahlungen für die Insel waren pro Kopf viel geringer als die auf dem Festland oder auf Hawaii. Dieser Mangel an Ausgaben trug zur Armut und Unruhe auf Puerto Rico bei.
Am Palmsonntag, 21. März 1937, verbot Winship eine Parade der Nationalisten eine Stunde vor dem geplanten Beginn in Ponce. Als der Marsch sich trotzdem in Bewegung setzte, kam es zum Massaker von Ponce mit 17 Toten, mehr als 200 Verletzten und 150 Festnahmen. Das Ereignis sorgte sogar in Washington für Unruhe, wo John Bernard, Kongressabgeordneter für Minnesota, in einer Rede vor dem Repräsentantenhaus am 14. April die Vorfälle anprangerte. Eine Grand Jury konnte Winship keine Schuld nachweisen. Die Anwälte wurden jedoch vom Gouverneur ernannt, was ihr Urteil möglicherweise zu seinen Gunsten beeinflusste. Nach dieser Untersuchung wurde das Gesetz, das eine Anklage gegen öffentliche Amtsträger erlaubte, aufgehoben, wodurch Winship gegen weitere Verfolgung immun war. Ein zweites Gremium der American Civil Liberties Union kam auch zu keinem klaren Schuldspruch gegen Winship, da es sowohl den Nationalisten Militanz als auch die Unterdrückung kritisierte. Infolge dieser Ereignisse wurden viele Führer der Nationalistischen Partei wegen Insurrektion angeklagt und nach einer unentschiedenen Abstimmung (hung jury) wurden sechs von ihnen zu Haft verurteilt.
Im folgenden Jahr verlegte Winship die Feier zum 40. Jahrestag der US-Invasion in Puerto Rico von San Juan nach Ponce, was als direkte Reaktion auf die Proteste des Vorjahres angesehen wurde. Während der Feier am 25. Juli 1938 versuchte Ángel Esteban Antongiorgi ein Attentat auf den Gouverneur; er konnte mehrere Schüsse abgeben, bevor die Polizei ihn tötete.
Nach einer Anklage des New Yorker Kongressmitglieds Vito Marcantonio wurde Winship am 12. Mai 1939 aus seinem Amt entlassen und William D. Leahy zu seinem Nachfolger erklärt. In seiner Zeit als Gouverneur sorgte die Vereinigung vieler politischer Fraktionen in Puerto Rico 1940 für starke Gewinne der neu gegründeten Popular Democratic Party.
Im Zweiten Weltkrieg kehrte Winship in den aktiven Dienst zurück. Er schuf Präzedenzfälle für Militärtribunale in den USA, indem er in der im Juli 1942 gegründeten Militär-Kommission mitwirkte, die im Land festgenommene Nazi-Saboteure vor Gericht stellte. Im Alter von 75 Jahren zog er sich 1944 als ältester Army-Offizier vom Dienst zurück. Zusätzlich zu seinen beiden Orden wurde er durch die Umbenennung des Gebäudes der Judge Advocate in Fort Gordon (heute: Fort Eisenhower) in „Winship Hall“ geehrt.